# Õhtuleht
Õhtuleht est le deuxième plus grand quotidien d'Estonie. C'est un journal tabloïd. Le journal est publié à Tallinn en estonien.

## Histoire et profil
Õhtuleht est créé en 1944. Le 3 juillet 2000 deux tabloïds concurrents en Estonie, Õhtuleht et Sõnumileht fusionnent pour devenir SL Õhtuleht. Depuis le 6 octobre 2008, le nom est raccourci en Õhtuleht.
Le journal a une position politique libérale conservatrice. Il appartient à Eesti Meedia, qui possède également Postimees et qui appartient à Schibsted, un groupe de médias norvégien, et par Ekspress Grupp.
Õhtuleht est disponible en ligne sur Ohtuleht.ee. Au début, la version en ligne n'était au départ qu'une copie du journal, mais aujourd'hui, elle se transforme en un flux d'informations en ligne et en un centre de divertissement avec environ 150 000 utilisateurs.
Le tirage est de 50 000 exemplaires en 2014.